# Vorotan (Goris)
Vorotan (in armeno Որոտան) è un comune di 307 abitanti (2010) della Provincia di Syunik in Armenia.